# Amar Sifodil
Amar Sifodil (en arabe : عمار سي فضيل) né en 1975 au Caire est un réalisateur et scénariste algérien.

## Biographie
Après des études en architecture et en design, il étudie l’art et le cinéma à Marseille,  Amar Sifodil se consacre au cinéma. Après la réalisation de plusieurs courts-métrages en amateur il réalise finalement son premier long métrage : Jours de cendre avec lequel il participe en 2013 au festival international du film arabe d’Oran,.
Son film El Achiq participe en 2017 aux Journées culturelles Franco-Algériennes à Toulouse,
Son dernier film Le sang des loups sorti en 2019 participe à plusieurs festivals dont le festival Africlap de Toulouse  et le festival du film arabe de Meknès où le film obtient le prix du meilleur comédien pour l'acteur Youcef Sehairi

## Filmographie
Longs métrages
- 2013 : Jours de cendre
- 2017 : El Achiq
- 2019 : Le Sang des loups

Télévision
- 2022 : Indama Tadjrahona Al Ayam